# Iglesia (organización)
Una iglesia refiere tanto a una comunidad local como a una institución religiosa que agrupa a cristianos de una misma confesión. En sociología, este término designa a un grupo religioso institucionalizado y con vocación universalista.

## Etimología

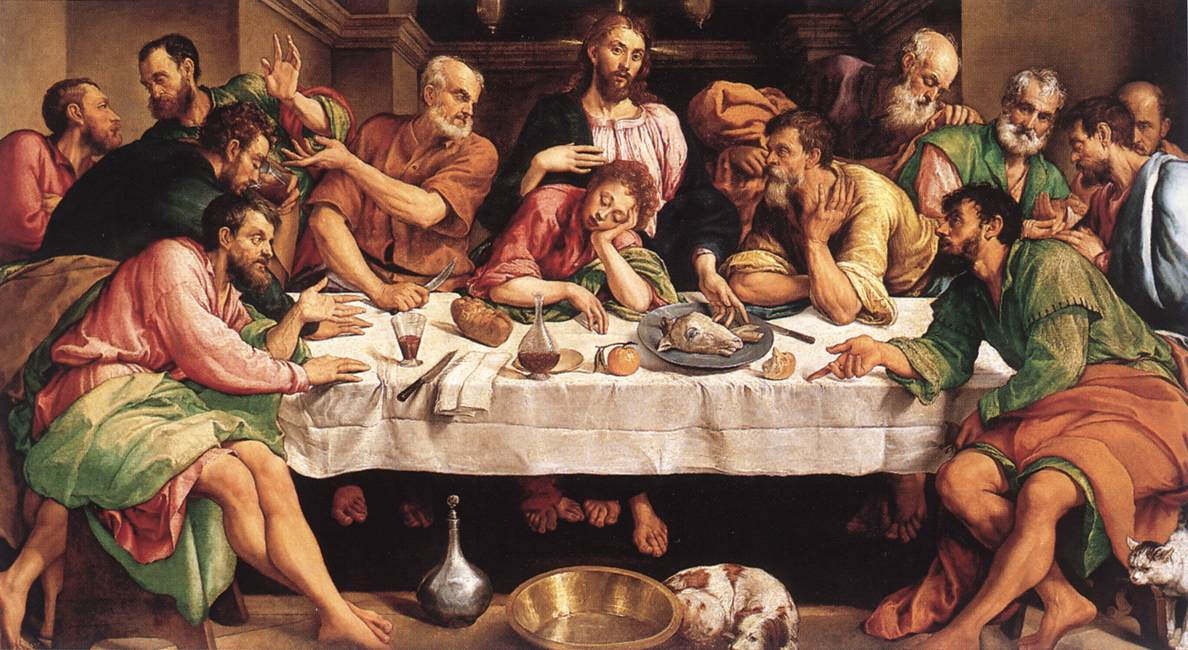
La Última Cena, de Jacopo Bassano.

La palabra iglesia proviene de la voz griega ἐκκλησία (transliterado como ekklēsía) vía el latín ecclesia.
El sustantivo posee una doble herencia de significado en la Biblia:
1. En el ámbito del mundo europeo occidental helenístico no cristiano, denotaba una asamblea o reunión de ciudadanos congregados en razón de una convocatoria pública (generalmente el llamado de un mensajero oficial o heraldo), para asuntos usualmente de orden político, y se entiende de esta manera en pasajes bíblicos como el de Hechos de los Apóstoles:

Y otros gritaban otra cosa; porque la iglesia estaba confusa, y la mayoría no sabía por qué se habían reunido.
Hch 19, 32

2. En la Septuaginta (traducción al griego del Tanaj) se emplea frecuentemente para traducir la voz hebrea qâhâl (o kahal, transliteración de קהל), que se refiere a la congregación de Israel o pueblo de Dios, como por ejemplo en: Salmos:

Anunciaré tu nombre a mis hermanos: en medio de la kahal קהל'  te alabaré.
Sal 22, 22

Así, Iglesia en algunos pasajes del Nuevo Testamento podría combinar ambas ideas (la hebrea y la griega) o solo una de ellas, dando por eso profundo y complejo significado a las palabras de Jesús de Nazaret a Simón Pedro recogidas en el Evangelio según san Mateo:

Y yo a mi vez te digo que tú eres Pedro, y sobre esta roca edificaré mi kahal קהל' pueblo o iglesia, y las puertas del hades no prevalecerán contra ella.
Mt 16, 18

Por otro lado, otros orígenes etimológicos de Iglesia se observan en idiomas distintos al castellano. Mientras que en las lenguas romances iglesia deviene del griego ekklēsía, como ya se ha visto, en las lenguas germánicas (alemán kirche, inglés church), procede del griego popular bizantino  (kyrikē), que puede significar algo ‘referente al Señor (kyrios)’; no obstante, no existe unanimidad al respecto.

## Nuevo Testamento: triple significado
Los estudiosos concuerdan en reconocer un triple significado del término ekklesía en el Nuevo Testamento: como asamblea litúrgica, como asamblea local y como asamblea universal. No se trataría de realidades independientes, sino de diversas formas de acercamiento a la idea misma de Iglesia. 

### En sentido litúrgico
En el Nuevo Testamento, el término ekklesía se refiere en ocasiones a la asamblea litúrgica, esto es, a la comunidad cristiana reunida para escuchar la palabra de Dios, para orar y, sobre todo, para celebrar la eucaristía. 

### En sentido local
En otros pasajes del Nuevo Testamento, su uso en singular hace referencia a una congregación local y específica, como es el caso del relato en Hechos de los apóstoles con respecto a la Iglesia de Jerusalén:

ηκουσθη δε ο λογος εις τα ωτα της εκκλησιας της εν ιεροσολυμοις περι αυτων και εξαπεστειλαν βαρναβαν διελθειν εως αντιοχειας.

Y llegó la fama de estas cosas á oídos de la iglesia que estaba en Jerusalem: y enviaron á Bernabé que fuese hasta Antioquía.
Hch 11, 22 (TR1894 y RVA)

Pero en otros pasajes Pablo de Tarso parece utilizar el vocablo para referirse a un conjunto de congregaciones:

ηκουσατε γαρ την εμην αναστροφην ποτε εν τω ιουδαισμω οτι καθ υπερβολην εδιωκον την εκκλησιαν του θεου και επορθουν αυτην.

Porque ya habéis oído acerca de mi conducta otro tiempo en el Judaismo, que perseguía sobremanera la iglesia de Dios, y la destruía.
Ga 1, 13 (TR1894 y RVA)

Con todo, los estudiosos concuerdan en que las Sagradas Escrituras hacen poca distinción entre el singular y el plural, por eso, del mismo modo, Iglesia puede hacer referencia a una reunión de creyentes en un hogar, como es el caso de la mencionada en la Epístola a los romanos:

και την κατ οικον αυτων εκκλησιαν ασπασασθε επαινετον τον αγαπητον μου ος εστιν απαρχη της αχαιας εις χριστον.

Asimismo á la iglesia de su casa. Saludad á Epeneto, amado mío, que es las primicias de Acaya en Cristo.
Ro 16, 5 (TR1894 y RVA)

Como asimismo a una reunión de creyentes en una sola ciudad, como los destinatarios de la Primera epístola de san Pablo a los corintios

τη εκκλησια του θεου τη ουση εν κορινθω ηγιασμενοις εν χριστω ιησου κλητοις αγιοις συν πασιν τοις επικαλουμενοις το ονομα του κυριου ημων ιησου χριστου εν παντι τοπω αυτων τε και ημων.

A la iglesia de Dios que está en Corinto, santificados en Cristo Jesús, llamados santos, y á todos los que invocan el nombre de nuestro Señor Jesucristo en cualquier lugar, Señor de ellos y nuestro:
1 Co 1, 2 (TR1894 y RVA)

O a la reunión de creyentes de una provincia, como se refiere San Pablo a las iglesias de Asia en su Primera epístola a los tesalonicenses:

ασπαζονται υμας αι εκκλησιαι της ασιας ασπαζονται υμας εν κυριω πολλα ακυλας και πρισκιλλα συν τη κατ οικον αυτων εκκλησια.

Las iglesias de Asia os saludan. Os saludan mucho en el Señor Aquila y Priscila, con la iglesia que está en su casa.
1 Co 16, 19 (TR1894 y RVA)

### En sentido universal
En otros pasajes del Nuevo Testamento, particularmente en las epístolas paulinas, se utiliza la palabra Iglesia con un significado universal, refiriéndose a la totalidad del único y nuevo pueblo de Dios, convocado y reunido en el mundo entero, que adquiere una dimensión cósmica y escatológica. Designa por tanto aquello que los cristianos han definido posteriormente a lo largo de su historia como «cuerpo místico de Cristo» o como la «comunidad universal de los creyentes».
Así ocurre, por ejemplo, en la Epístola a los Efesios donde Pablo de Tarso explica el «eterno propósito redentor de Dios» realizado en una Iglesia en la que participan tanto judíos como no judíos, personas de todas las naciones, tanto esclavos como hombres libres, etc. Un versículo de la Epístola a los colosenses deja muy clara esta idea, una Iglesia…

οπου ουκ ενι ελλην και ιουδαιος περιτομη και ακροβυστια βαρβαρος σκυθης δουλος ελευθερος αλλα τα παντα και εν πασιν χριστος.

Donde no hay griego ni judío, circunciso ni incircunciso, bárbaro ni escita, siervo ni libre; sino que Cristo es el todo, y en todos.
Col 3, 11 (TR1894 y RVA)

## Historia

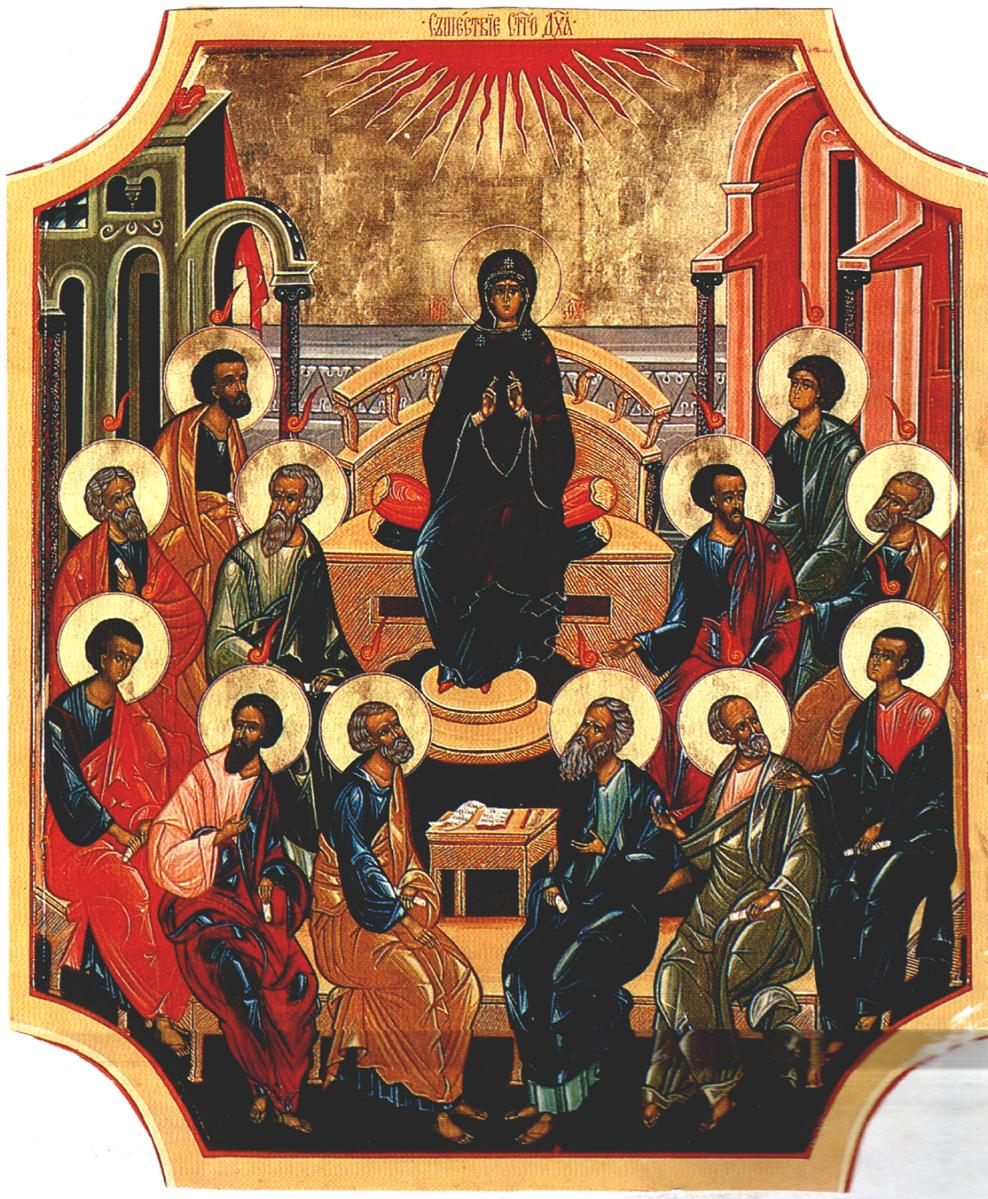
Un icono oriental que representa la Venida del Espíritu Santo. La fecha de Pentecostés se considera el "cumpleaños de la Iglesia".

La Iglesia cristiana se originó en la Judea romana en el siglo I d. C., fundada en las enseñanzas de Jesús de Nazaret, quien primero reunió a sus discípulos. Esos discípulos se conocieron más tarde como "cristianos"; según las Escrituras, Jesús les ordenó difundir sus enseñanzas por todo el mundo. Para la mayoría de los cristianos, la fiesta de Pentecostés (un acontecimiento que ocurrió después de la ascensión al Cielo) representa el cumpleaños de la Iglesia, significada por el descenso del Espíritu Santo sobre los discípulos reunidos.Acts 2 El liderazgo de la Iglesia cristiana comenzó con los apóstoles.
Surgidos del Judaísmo del Segundo Templo, desde los primeros tiempos del cristianismo, los cristianos aceptaron a los nojudíos (gentiles) sin exigir la adopción plena de las costumbres judías (como la circuncisión).Hechos 10-15 Los paralelos en la fe judía son los prosélitos, los  temerosos de Dios y la  Ley Noájica. Algunos piensan que el conflicto con el autoridades religiosas judías llevó rápidamente a la expulsión de los cristianos de las sinagogas en Jerusalén.

### Uso por los primeros cristianos

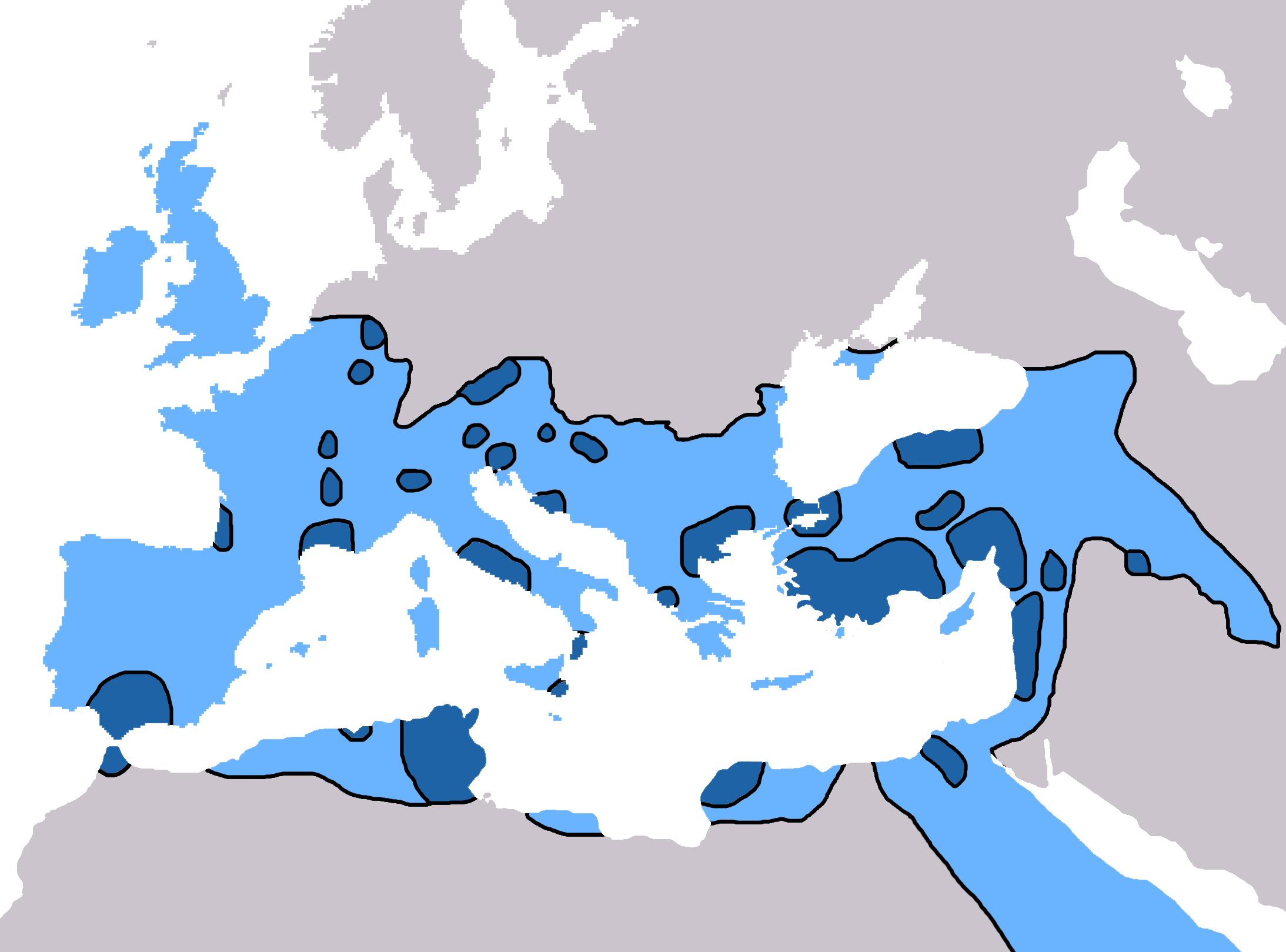
Región predominantemente cristiana hacia el 325 d.C.
Región predominantemente cristiana hacia el año 600 d. C.

Al utilizar la palabra ἐκκλησία (ekklēsia), los primeros cristianos empleaban un término que, si bien designaba la asamblea de una ciudad-estado griega, en la que solo podían participar los ciudadanos, era utilizado tradicionalmente por los judíos de habla griega para hablar de Israel, el pueblo de Dios, y que aparecía en la Septuaginta en el sentido de asamblea reunida por motivos religiosos, a menudo para una liturgia; en esa traducción ἐκκλησία representaba la palabra hebrea קהל (qahal), que sin embargo también se traducía como συναγωγή (synagōgē, "sinagoga"), siendo las dos palabras griegas en gran medida sinónimas hasta que los cristianos las distinguieron más claramente.
El término ἐκκλησία solo aparece en dos versículos de los Evangelios, en ambos casos en el Evangelio de Mateo. Cuando Jesús le dice a Simón Pedro: "Tú eres Pedro, y sobre esta piedra edificaré mi iglesia", la iglesia es la comunidad instituida por Cristo, pero en el otro pasaje la iglesia es la comunidad local a la que se pertenece: "Si se niega a escucharles, díselo a la iglesia".
El término se utiliza con mucha más frecuencia en otras partes del Nuevo Testamento, designando, como en el Evangelio de Mateo, a una comunidad local individual o a todas ellas colectivamente. Incluso los pasajes que no utilizan el término ἐκκλησία pueden referirse a la iglesia con otras expresiones, como en los primeros 14 capítulos de la Epístola a los Romanos, en los que la ἐκκλησία está totalmente ausente, pero en los que se utiliza repetidamente la palabra afín κλήτοι (klētoi, "llamado"). Se puede hacer referencia a la iglesia también a través de imágenes tradicionalmente empleadas en la Biblia para hablar del pueblo de Dios, como la imagen de la viña utilizada especialmente en el Evangelio de Juan.
El Nuevo Testamento nunca utiliza los adjetivos "católico" o "universal" con referencia a la Iglesia cristiana, pero sí indica que las comunidades locales son una sola iglesia, colectivamente, que los cristianos deben buscar siempre la concordia, como Congregación de Dios, que el Evangelio debe extenderse hasta los confines de la tierra y a todas las naciones, que la iglesia está abierta a todos los pueblos y no debe dividirse, etc.
La primera aplicación registrada de "católica" o "universal" a la iglesia es la de Ignacio de Antioquía en torno al año 107 en su Epístola a los Esmirnaicos, capítulo VIII. "Dondequiera que aparezca el obispo, allí esté el pueblo; como donde esté Jesucristo, allí está la Iglesia católica"."
Los Padres de la Iglesia como Ignacio de Antioquía, Ireneo, Tertuliano y  Cipriano sostenían que la Iglesia cristiana era una Iglesia visible, no una Iglesia invisible, un cuerpo invisible de creyentes.

### El cristianismo como religión estatal romana

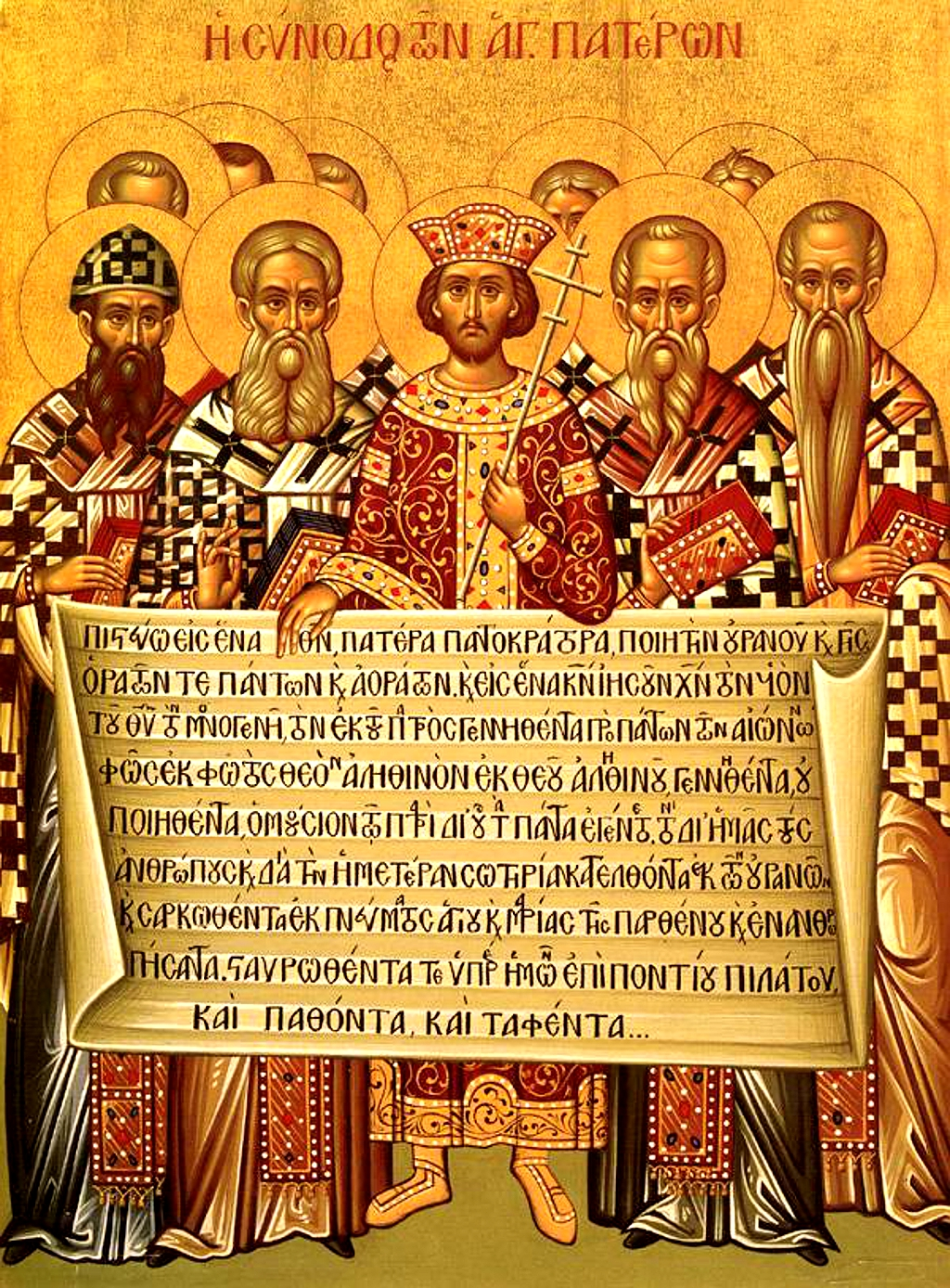
Icono que representa a Constantino I, acompañado de los obispos del Primer Concilio de Nicea (325), sosteniendo el Credo niceno-constantinopolitano de 381.

El 27 de febrero de 380, el Imperio Romano adoptó oficialmente la versión nicena del cristianismo como su religión estatal. Antes de esta fecha, Constancio II (337-361) y Valente (364-378) habían favorecido personalmente las formas arrianas o semiarrianas del cristianismo, pero el sucesor de Valente Teodosio I apoyó la doctrina más  atanasiana o trinitaria expuesta en el Credo Niceno del I Concilio de Nicea.
En esta fecha, Teodosio I decretó que solo los seguidores del cristianismo trinitario tenían derecho a ser denominados cristianos católicos, mientras que todos los demás debían ser considerados herejes, lo que se consideraba ilegal. En el año 385, esta nueva situación legal se tradujo, en el primer caso de los muchos que vendrían, en la pena capital de un hereje, concretamente Prisciliano, condenado a muerte, con varios de sus seguidores, por un tribunal civil por el delito de magia. En los siglos de cristianismo patrocinado por el Estado que siguieron, el paganos y los cristianos heréticos fueron perseguidos rutinariamente por el Imperio y los muchos reinos y países que más tarde ocuparon su lugar, pero algunos tribus germánicas siguieron siendo arrianos hasta bien entrada la Edad Media (véase también Cristiandad).
La Iglesia dentro del Imperio Romano se organizó en  sedes metropolitanas, con cinco que alcanzaron especial protagonismo y que constituyeron la base de la Pentarquía propuesta por Justiniano I. De estas cinco, una estaba en el Occidente (Roma) y el resto en el Este (Constantinopla, Jerusalén, Antioquía y Alejandría).

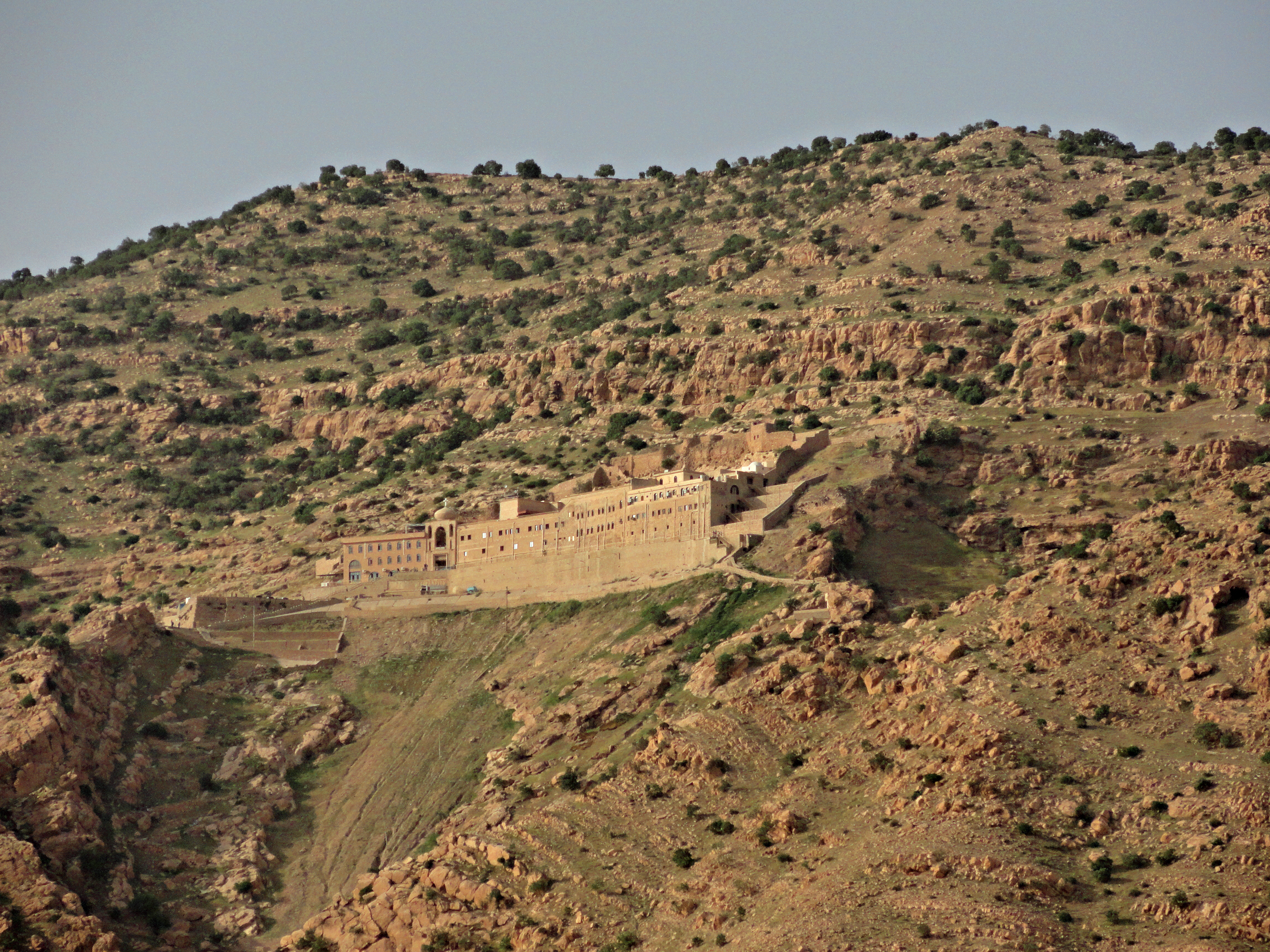
Fundado en el año 363 d. C., el monasterio de Mar Mattai, una Iglesia nestoriana, está reconocido como uno de los monasterios cristianos más antiguos que existen.

Incluso después del división del Imperio Romano, la Iglesia siguió siendo una institución relativamente unida (aparte de la Ortodoxia Oriental y algunos otros grupos que se separaron del resto de la Iglesia sancionada por el Estado antes). La Iglesia llegó a ser una institución central y definitoria del Imperio, especialmente en Oriente o Imperio bizantino, donde Constantinopla llegó a ser considerada el centro del mundo cristiano, debido en gran parte a su poder económico y político.
Una vez que el Imperio Occidental cayó ante las incursiones germánicas en el siglo V, la Iglesia (romana) se convirtió durante siglos en el principal vínculo con la Civilización romana para la Europa occidental medieval y en un importante canal de influencia en Occidente para los emperadores romanos orientales, o bizantinos. Mientras, en Occidente, la llamada ortodoxa compitió contra el cristianismo arriano y las creencias paganas de los gobernantes germánicos y se extendió fuera de lo que había sido el Imperio a Irlanda, Alemania, Escandinavia y los eslavos occidentales, en Oriente el cristianismo se extendió a los eslavos de lo que hoy es Rusia, el centro-sur y el este de Europa. El reinado de Carlomagno en Europa occidental es particularmente notorio por llevar a las últimas tribus arrianas occidentales importantes a la comunión con Roma, en parte mediante la conquista y la conversión forzada.
A partir del siglo VII, los  califatos islámicos se alzaron y empezaron a conquistar gradualmente zonas cada vez más amplias de la mundo cristiano. A excepción de África del Norte y la mayor parte de España, el norte y el oeste de Europa escaparon en gran medida indemnes de la expansión islámica, en gran parte porque la más rica Constantinopla y su imperio actuaron como un imán para el ataque. El desafío presentado por los musulmanes ayudaría a solidificar la identidad religiosa de los cristianos orientales, incluso mientras debilitaba gradualmente el Imperio Oriental. Incluso en el mundo musulmán, la Iglesia sobrevivió (por ejemplo los modernos coptos, maronitas y otros) aunque a veces con grandes dificultades.

### El gran cisma de 1054
Aunque durante mucho tiempo hubo fricciones entre el Obispo de Roma (es decir, el patriarca de la Iglesia católica propiamente dicha) y los patriarcas orientales dentro del Imperio bizantino, la diplomacia imperial de Roma Carlomagno, que cambió su lealtad de Constantinopla al rey Imperio franco, puso a la Iglesia en vías de separación. Las divisiones políticas y teológicas crecerían hasta que Roma y Oriente se excomulgaron mutuamente en el siglo XI, lo que finalmente condujo a la división de la Iglesia en la Occidental (católica) y la Oriental (ortodoxa). En 1448, poco antes de la caída del Imperio Bizantino, la Iglesia Ortodoxa Rusa se independizó del Patriarca de Constantinopla.
Como resultado de la desarrollo de Europa Occidental, y la caída gradual del Imperio Romano de Oriente a manos de los árabess y turcos (ayudados por la guerra contra los cristianos de Oriente), la definitiva Caída de Constantinopla en 1453 hizo que los eruditos orientales huyeran de las hordas musulmanas llevando manuscritos antiguos a Occidente, lo que fue un factor para el inicio del período del Renacimiento Occidental allí. [La Iglesia occidental consideraba a Roma como el corazón del cristianismo. Algunas iglesias orientales incluso rompieron con la ortodoxia oriental y entraron en comunión con Roma (las Iglesias católicas orientales uniatas).

### Reforma protestante
Los cambios provocados por el Renacimiento condujeron finalmente a la Reforma Protestante durante la cual los protestantes luteranos y los reformados seguidores de Calvino, Hus, Zwingli, Melancthon, Knox y otros se separaron de la Iglesia Católica. En esta época, una serie de disputas no teológicas también condujeron a la Reforma inglesa que llevó a la independencia de la Iglesia de Inglaterra. Luego, durante la Edad de la Exploración y la  Era del Imperialismo, Europa Occidental extendió la Iglesia católica y las iglesias protestantes por todo el mundo, especialmente en las Américas. Estos desarrollos, a su vez, han llevado a que el cristianismo sea la mayor religión del mundo en la actualidad.

## Tradición católica
La Iglesia católica enseña en su doctrina que es la iglesia original fundada por Cristo sobre los apóstoles en el siglo I d. C. La encíclica papal Mystici Corporis Christi (papa Pío XII, 1943), expresa la eclesiología dogmática de la Iglesia católica así "Si queremos definir y describir esta verdadera Iglesia de Jesucristo -que es la Iglesia Una, Santa, Católica, Apostólica y Romana- no encontraremos ninguna expresión más noble, más sublime, ni más divina, que la frase que la llama 'Cuerpo Místico de Jesucristo'". La constitución dogmática del Concilio Vaticano II, Lumen gentium (1964), declara además que "la única Iglesia de Cristo que en el Credo se profesa como una, santa, católica y apostólica, ... constituida y organizada en el mundo como sociedad, subsiste en la Iglesia católica, que es gobernada por el sucesor de Pedro y por los obispos en comunión con él". Asimismo, la encíclica del papa Pío IX, Singulari Quidem, afirma en un sentido similar: "Sólo hay una Iglesia verdadera, santa y católica, que es la Iglesia Apostólica Romana. Sólo hay una Sede fundada sobre Pedro por la palabra del Señor... Fuera de la Iglesia, nadie puede esperar la vida o la salvación, a no ser que se excuse por ignorancia invencible más allá de su control". También es un tema común en la literatura devocional y catequética católica: "La Santa Iglesia Católica y Apostólica es el único rebaño del que Jesucristo, el Hijo de Dios, es el único Pastor". (Libro católico de oraciones, pág. 236, "Un solo rebaño, un solo pastor")
Una declaración de 2007 de la Congregación para la Doctrina de la Fe aclaró que, en este pasaje, "'subsistencia' significa esta continuidad perdurable e histórica y la permanencia de todos los elementos instituidos por Cristo en la Iglesia católica, en la que la Iglesia de Cristo se encuentra concretamente en esta tierra", y reconoció que la gracia puede ser operativa dentro de las comunidades religiosas separadas de la Iglesia católica debido a algunos "elementos de santificación y de verdad" que hay en ellas, pero también añadió "Sin embargo, la palabra 'subsiste' sólo puede atribuirse a la Iglesia católica sola, precisamente porque se refiere a la marca de unidad que profesamos en los símbolos de la fe (creo. .. en la 'única' Iglesia); y esta 'única' Iglesia subsiste en la Iglesia Católica".
La Iglesia Católica enseña que solo los cuerpos corporativos de cristianos dirigidos por obispos con órdenes sagradas válidas pueden ser reconocidos como "iglesias" en el sentido propio. En los documentos católicos, las comunidades sin tales obispos se denominan formalmente comunidades eclesiales.

## Tradición ortodoxa
La Iglesia ortodoxa afirma ser la Iglesia cristiana original. La Iglesia ortodoxa basa su reivindicación principalmente en su afirmación de que mantiene las tradiciones y creencias de la Iglesia Cristiana original. También afirma que cuatro de las cinco sedes de la Pentarquía (excluyendo Roma) siguen formando parte de ella.

## Tradición ortodoxa oriental
Las Iglesias ortodoxas orientales afirman ser la Iglesia Cristiana original. Las iglesias ortodoxas orientales basan su reivindicación principalmente en su afirmación de que mantienen las tradiciones y creencias de la Iglesia cristiana original. Nunca adoptaron la teoría de la Naturaleza de Dios, que fue formulada posteriormente a la ruptura que siguió al Concilio de Calcedonia.

## Tradición luterana

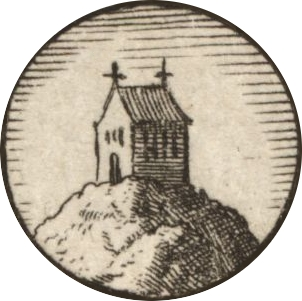
La Iglesia es la congregación de los santos, en la que se enseña correctamente el Evangelio y se administran correctamente los Sacramentos. –Augsburg Confession

Las iglesias luteranas sostienen tradicionalmente que su tradición representa la única iglesia verdadera. La Confesión de Augsburgo que se encuentra dentro del Libro de la Concordia, un compendio de creencias de la Iglesia Luteranaes, enseña que "la fe tal como la confiesan Lutero y sus seguidores no es nada nuevo, sino la verdadera fe católica, y que sus iglesias representan la verdadera iglesia católica o universal". Cuando los luteranos presentaron la Confesión de Augsburgo a  Carlos V, emperador del Sacro Imperio Romano en 1530, creen haber "demostrado que cada artículo de la fe y la práctica era fiel, en primer lugar, a la Sagrada Escritura, y luego también a la enseñanza de los padres de la iglesia y los concilios".
No obstante, las iglesias luteranas enseñan que "hay realmente verdaderos cristianos en otras iglesias", ya que "otras denominaciones también predican la Palabra de Dios, aunque mezclada con el error"; puesto que la proclamación de la Palabra de Dios da fruto, la teología luterana acepta el apelativo de "Iglesia" para otras denominaciones cristianas.

## Tradición anglicana
Los anglicanos generalmente entienden su tradición como una rama de la histórica Iglesia católica y como una vía media entre las tradiciones, a menudo el luteranismo y el cristianismo reformado, o el catolicismo romano y el cristianismo reformado.

## Tradición reformada
La teología reformada calvinista define a la Iglesia como Iglesia invisible e Iglesia visible-la primera incluye a toda la comunión de los santos y la segunda es la "institución que Dios provee como agencia para la actividad salvadora, justificadora y sustentadora de Dios", a la que Juan Calvino se refería como "nuestra madre". Las confesiones de fe reformadas hacen hincapié en "la enseñanza pura del evangelio (pura doctrina evangelii) y la recta administración de los sacramentos (recta administratio sacramentorum)" como "los dos signos más necesarios de la verdadera iglesia visible".

## Tradición metodista

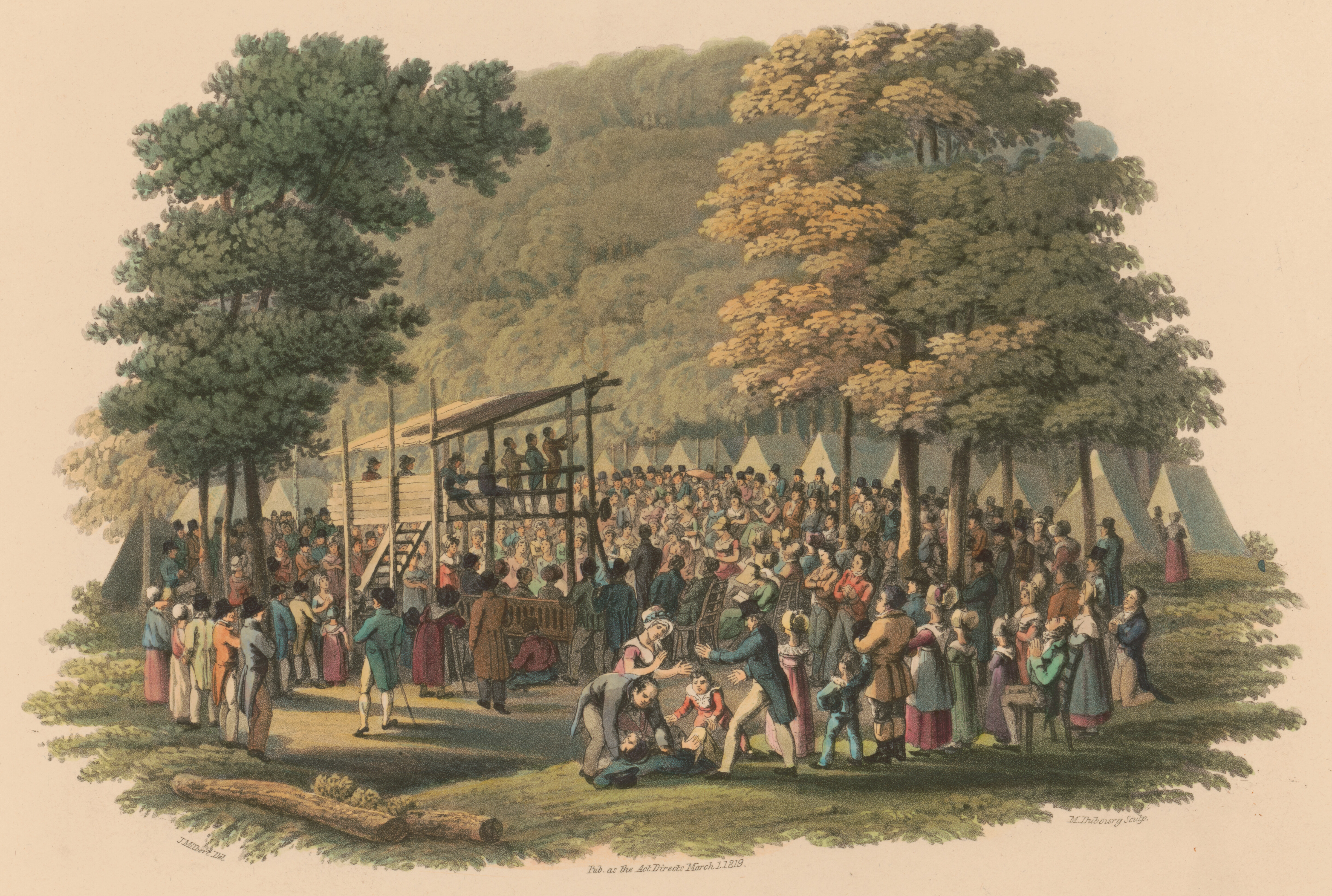
Los predicadores metodistas son conocidos por promulgar las doctrinas del nuevo nacimiento y la entire sanctification al público en eventos como tent revivals, brush arbor revivals, y camp meetings, que creen que es la razón por la que Dios los levantó a la existencia.

Los metodistass afirman la creencia en "la única Iglesia verdadera, apostólica y universal", considerando que sus iglesias constituyen una "rama privilegiada de esta iglesia verdadera". Con respecto a la posición del metodismo dentro de la cristiandad, el fundador del movimiento "John Wesley señaló una vez que lo que Dios había logrado en el desarrollo del metodismo no era un mero esfuerzo humano sino la obra de Dios. Como tal, sería preservado por Dios mientras la historia permaneciera" Llamándola "el gran depositum" de la fe metodista, Wesley enseñó específicamente que la propagación de la doctrina de la entera santificación era la razón por la que Dios levantó a los metodistas en el mundo.

## Tradición evangélica
La Iglesia local  evangélica es la organización que representa a la Iglesia universal y es vista por los evangélicos como el cuerpo de Jesucristo. Es responsable de la enseñanza y las ordenanzas, principalmente el bautismo del creyente y la Cena del Señor. Muchas iglesias son miembros de denominaciones cristianas evangélicas y se adhieren a una confesión de fe común y a un reglamento, a pesar de la autonomía de la iglesia. Algunas denominaciones son miembros de una alianza nacional de iglesias de la World Evangelical Alliance. Algunas denominaciones evangélicas operan de acuerdo a la política episcopal o política presbiteriana. Sin embargo, la forma más común de gobierno de la iglesia dentro del evangelismo es la  política congregacional. Esto es especialmente común entre las iglesias evangélicas no confesionales. Los ministerios comunes dentro de las congregaciones evangélicas son el pastor, el anciano, el diácono, el evangelista y el líder de adoración. El ministerio de obispo con una función de supervisión sobre las iglesias a escala regional o nacional está presente en todas las denominaciones cristianas evangélicas, aunque los títulos de presidente del consejo o supervisor general se utilicen principalmente para esta función.

## Iglesias cristianas

### Iglesia católica
La Iglesia católica es la Iglesia cristiana más numerosa. Está compuesta por 24 Iglesias sui iuris: la Iglesia latina y 23 Iglesias orientales, que se encuentran en completa comunión con el papa y que en conjunto reúnen a más de 1329 millones de fieles en el mundo.
La Iglesia católica sostiene que en ella subsiste la única Iglesia fundada por Cristo, encomendada por él al apóstol Pedro, a quien le confió su difusión y gobierno junto con los demás apóstoles. Por ello, se considera a sí misma como un «sacramento», un «signo e instrumento de la unión íntima con Dios y de la unidad de todo el género humano».

### Cristianismo ortodoxo
En el cristianismo ortodoxo, la Iglesia ortodoxa reúne a las Iglesias autocéfalas que eligen a sus propios primados. Debido a su influencia o su importancia histórica, una Iglesia autocéfala puede llevar el título de patriarcado o de arzobispado y, por lo tanto, ser dirigida por un patriarca o un arzobispo. Las iglesias autónomas son gobernadas por un arzobispo que depende de un patriarca o un arzobispo cabeza de una iglesia autocéfala.

### Protestantismo
En el protestantismo, la Iglesia universal está representada por las iglesias locales, parroquias y sínodos, afiliados a las iglesias nacionales y a las organizaciones internacionales, es decir, entre los principales, la Comunión Anglicana, la Federación Luterana Mundial, la Comunión Mundial de Iglesias Reformadas. La gestión de la Iglesia está asegurada por los  ministerios que son principalmente los  pastor, diácono, chantre y  evangelista.

### Cristianismo evangélico
En el cristianismo evangélico, la Iglesia evangélica local es la organización que representa la Iglesia universal y es vista por los evangélicos como el cuerpo de Jesucristo.  Ella es responsable de la enseñanza y las ordenanzas, a saber, el bautismo del creyente y la comunión.  Muchas iglesias están miembros de  denominaciones cristianas evangélicas y se adhieren a una confesión de fe común y a las regulaciones. Algunas denominaciones son miembros de una alianza nacional de la Alianza Evangélica Mundial. La gestión de la Iglesia está asegurada por los  ministerios evangélicos que son principalmente los diácono, líder de alabanza,  evangelista y  pastor. El ministerio de obispo con una función de supervisión sobre las iglesias a escala regional o nacional está presente en todos los denominaciones cristianas evangélicas, incluso si los títulos de presidente del consejo o supervisor general se utilizan principalmente para esta función.

### Otras iglesias
Iglesia de Jesucristo de los Santos de los Últimos Días
Iglesia Adventista del Séptimo Día
Iglesia de Dios Ministerial de Jesucristo Internacional
Iglesia de la Unificación